# Arte ai Giochi olimpici
L'arte ha fatto parte del programma dei Giochi olimpici dall'edizione del 1912 svoltasi a Stoccolma all'edizione 1948 tenutasi a Londra.
Le competizioni vennero tenute a partire da un'idea del fondatore del Movimento Olimpico, Pierre de Frédy, barone di Coubertin, sul modello di quello che accadeva ai giochi olimpici antichi. Le medaglie sono state assegnate per le opere d'arte ispirate allo sport, suddivise in cinque categorie: architettura, letteratura, musica, pittura e scultura.
Le gare di arte furono accantonate nel 1954 perché gli artisti venivano ormai considerati professionisti, a differenza degli atleti, che erano allora obbligati ad essere dilettanti. Dal 1956 venne istituito il programma culturale olimpico. Dal 1952, una serie di eventi culturali è stata programmata negli anni precedenti e durante ogni evento. Dagli anni '90 fino al 2010, sono stati chiamati anche Olimpiadi Culturali o Festival delle Arti Olimpiche, ma più recentemente sono stati definiti Programma Culturale delle Olimpiadi. In alcune località, sono stati organizzati anche alcuni programmi culturali associati alle Olimpiadi invernali.

## Programmi
- Arte ai Giochi della V Olimpiade (Stoccolma 1912)
- Arte ai Giochi della VII Olimpiade (Anversa 1920)
- Arte ai Giochi della VIII Olimpiade (Parigi 1924)
- Arte ai Giochi della IX Olimpiade (Amsterdam 1928)
- Arte ai Giochi della X Olimpiade (Los Angeles 1932)
- Arte ai Giochi della XI Olimpiade (Berlino 1936)
- Arte ai Giochi della XIV Olimpiade (Londra 1948)